# Macrozamia plurinervia
Macrozamia plurinervia là một loài thực vật hạt trần trong họ Zamiaceae. Loài này được (L.A.S.Johnson) D.L.Jones mô tả khoa học đầu tiên năm 1991.